# Théligny
Théligny település Franciaországban, Sarthe megyében. Lakosainak száma 215 fő (2022. január 1.). Théligny Saint-Ulphace, Ceton, Saint-Bomer, Gréez-sur-Roc, Courgenard és Cormes községekkel határos.

## Népesség
A település népessége az elmúlt években az alábbi módon változott:
| Lakosok száma | 221  | 219  | 220  | 213  | 214  | 215  | 215  | 215  | 215  |
|               | 2013 | 2015 | 2016 | 2017 | 2018 | 2019 | 2020 | 2021 | 2022 |